# Atol Maloelap

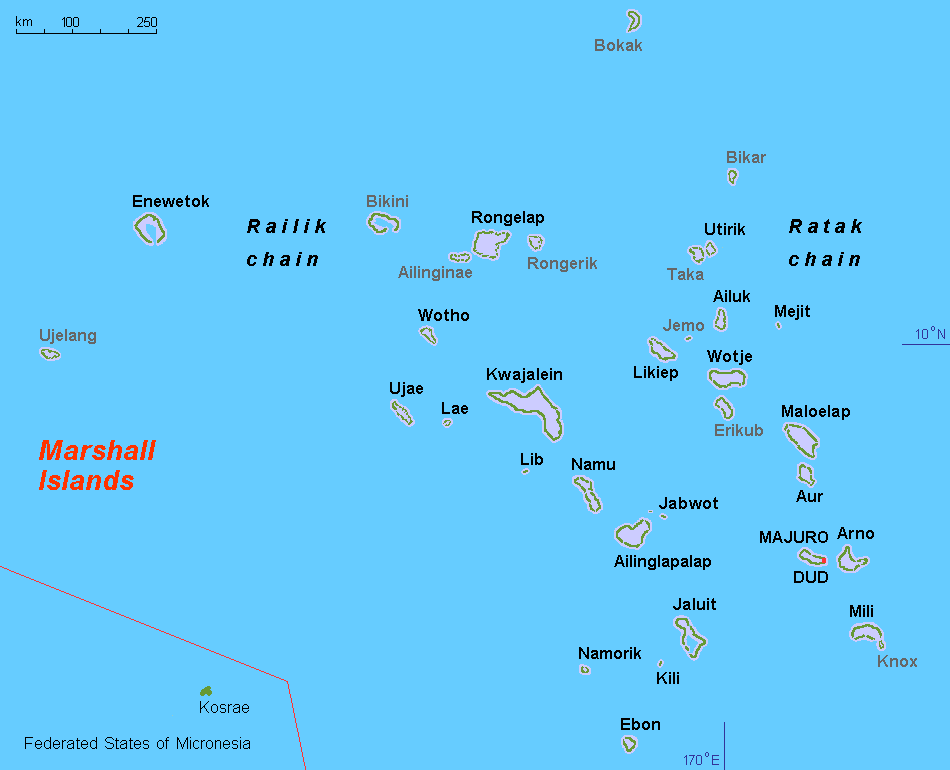
Atol Maloelap com sua laguna central

Maloelap é um anel coralíneo com 75 atóis no Oceano Pacífico cuja área de terra firme é de apenas 9,8 km², circundando uma grande laguna de 973 km². É um distrito legislativo das Ilhas Marshall e tinha uma população de 856 em 1999.
As maiores das ilhas desse anel coralíneo são Taroa a nordeste e Kaben a noroeste, sendo apenas três dos outros atóis habitados: Aerok, Ollet e Jang.
Foi o primeiro atol a ratificar a Constituição das Ilhas Marshall. 